# Kitagawa Tsukimaro
Kitagawa Tsukimaro (喜多川 月麿, 1794-1836) était un artiste japonais d'ukiyo-e. Il fut l'un des meilleurs élèves de Kitagawa Utamaro (vers 1753-1806), dont il prit le -maro. Ses premières œuvres portent le nom de Kikumaro, d'abord écrit 菊麿 (kiku signifiant « chrysanthème ») jusqu'en 1802, puis 喜久麿 (kiku signifiant « joie éternelle ») jusqu'à ce qu'il soit changé en Tsukimaro (tsuki signifiant « lune »).
On sait peu de chose de la vie de Tsukimaro. Son nom personnel était Jun (潤) et il avait d'autres surnoms (子達 ou 士達). Il a travaillé comme gardien à Kodenmachō Sanchōme à Edo (Tokyo moderne) et, à un moment donné, a été apprenti chez Utamaro. Il s'est spécialisé dans les estampes de portraits de beautés féminines bijin-ga. En 1804, il était l'un des artistes avec Utamaro qui ont été arrêtés et menacés pour avoir fait des estampes illégales du chef militaire du XVIe siècle, Toyotomi Hideyoshi.
Vers 1820, il changea son nom en Kansetsu (観雪) et se tourna vers les peintures en rouleau dans le style Maruyama (École Shijō). Son dernier ouvrage daté est une illustration d'une anthologie de poésie kyōka de 1836 . Il a également utilisé les noms d'art Sumitei (墨亭) et Shūsai (逎斎).

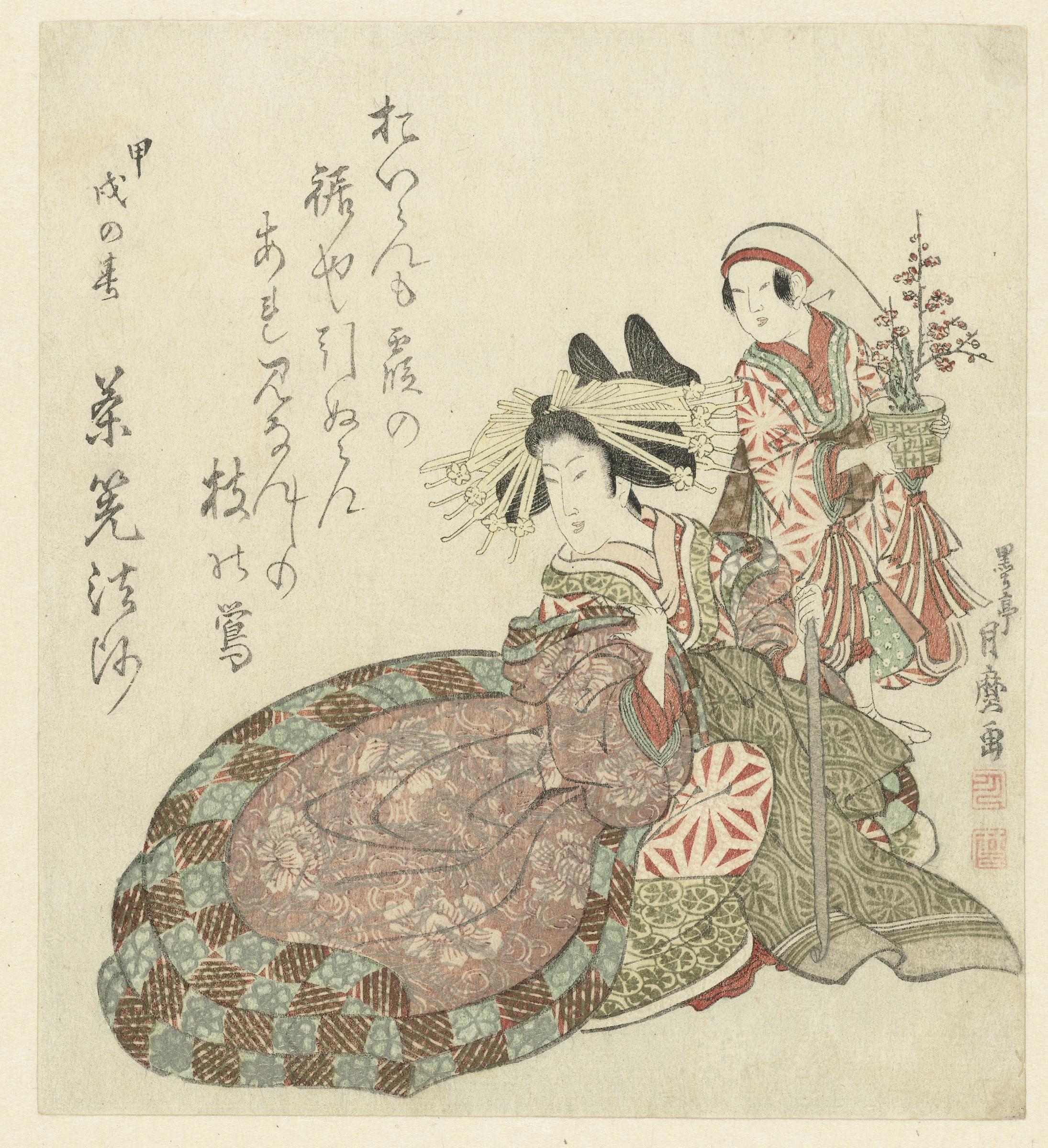
Courtisane avec servante, 1814.
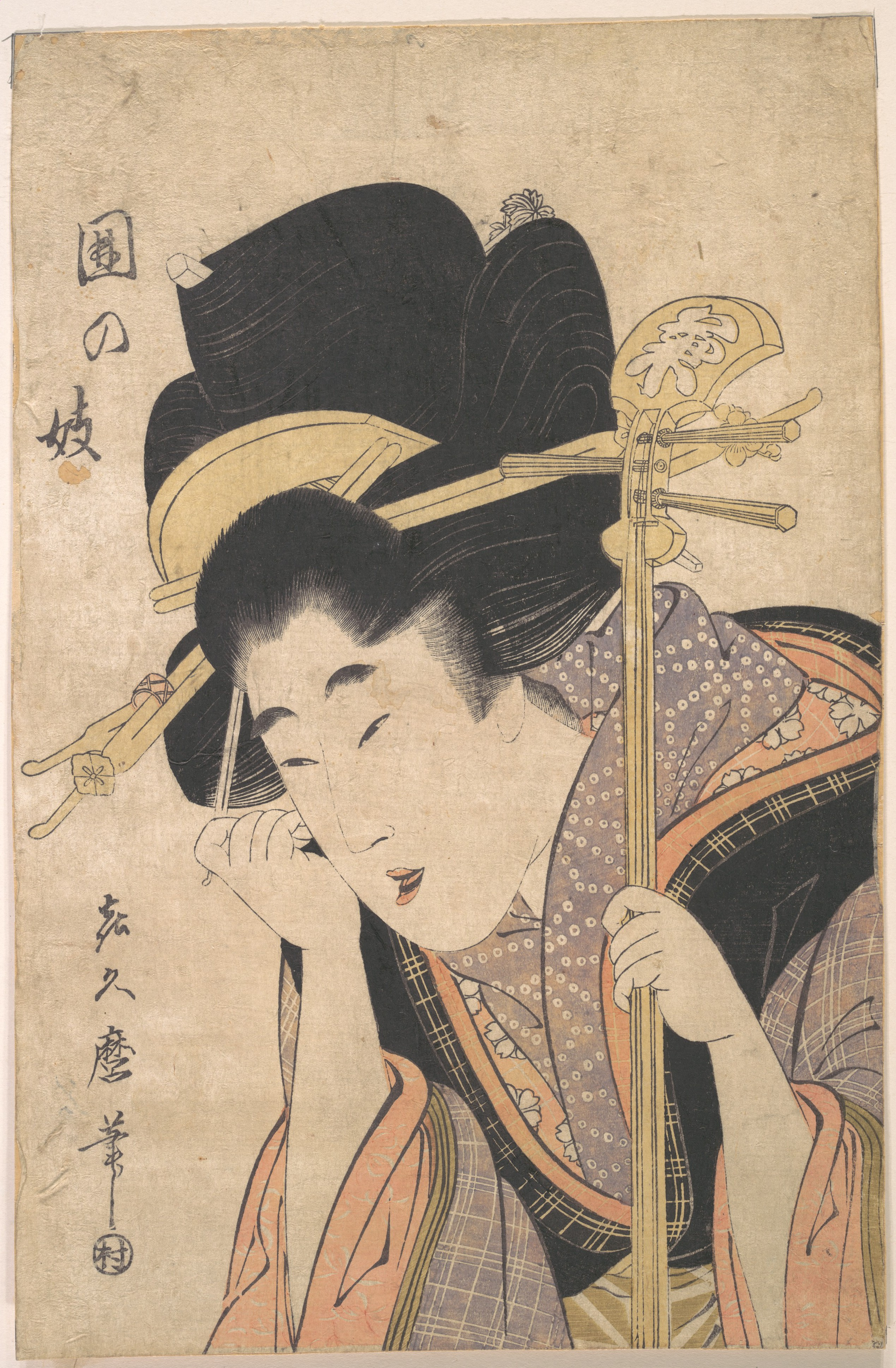
Portrait de courtisane, c. 1815.